# Pristimantis mutabilis
Pristimantis mutabilis Guayasamin, Krynak, Krynak, Culebras & Hutter, 2015, nota anche come rana mutante, rana della pioggia mutante o rana punk rocker, è una specie di rana della famiglia Strabomantidae. Si trova nelle Ande ecuadoriane delle province di Pichincha e Imbabura. Pristimantis mutabilis è la prima specie di anfibio nota per essere in grado di cambiare la struttura della pelle da tubercolare a quasi liscia in pochi minuti, un esempio estremo di plasticità fenotipica. L'epiteto specifico mutabilis (mutevole) si riferisce proprio a questa capacità. Il meccanismo fisiologico alla base del cambiamento della grana della pelle rimane sconosciuto.

## Tassonomia e scoperta
La nuova specie è stata avvistata per la prima volta nel 2006, ma solo nel 2009 è stato raccolto il primo esemplare e sono state scoperte le sue insolite capacità. Pristimantis mutabilis è stata formalmente descritta nel 2015 nel Zoological Journal of the Linnean Society; l'olotipo è stato raccolto nel 2013. La specie è stata collocata nel genere Pristimantis sulla base di studi genetici supportati dall'analisi morfologica.
È stato scoperto che anche Pristimantis sobetes, una specie correlata ma di un gruppo di specie diverso, mostra una simile plasticità della struttura della pelle, suggerendo che questo tratto potrebbe essere più comune nei Pristimantis che in altri anfibi.

## Descrizione
I maschi misurano circa 17 mm e le femmine 21-23 mm nella lunghezza muso-sfiato. In vita, i maschi hanno il dorso di un colore che va dal marrone chiaro al verde grigiastro pallido, con segni verde brillante e linee a zigzag da grigio a marrone scuro, delineati da una sottile linea color crema o bianca, con pieghe dorsolaterali arancioni. Il ventre è di colore da grigio chiaro a marrone con macchie più scure e diffuse e poche piccole macchie bianche. Le femmine hanno una colorazione rossa accesa.

## Habitat e conservazione
L'habitat della specie è arboricolo ed è noto sia nelle foreste andine primarie che secondarie ad altitudini di 1850-2063 m s.l.m..
Pristimantis mutabilis è nota solo in tre siti, in due riserve diverse. In base alle vocalizzazioni notturne la popolazione si presume abbondante, ma è difficile da osservare per via delle sue abitudini arboree. Tuttavia, le sottopopolazioni conosciute sono separate da una barriera di dispersione (la valle secca del fiume Guayllabamba) e l'area generale soffre di distruzione e frammentazione dell'habitat. Anche la chitridiomicosi potrebbe rappresentare una minaccia.